# Befesa
Befesa S.A. ist eine weltweit tätige Unternehmensgruppe der Entsorgungswirtschaft, die als Dienstleister metallhaltige Stäube sowie Salzschlacken entsorgt und in eigenen Werken aufbereitet. Metallhaltige Rückstände werden in der Regel als gefährliche Abfälle eingestuft, eine sichere Logistik und Prozesstechnik ist deshalb erforderlich. Die Aktien des Unternehmens sind seit 2018 an der Frankfurter Börse gelistet, seit 2021 sind sie, bis auf den Zeitraum zwischen dem 15. Dezember 2023 und dem 25. Januar 2024, Bestandteil des MDAX50.

## Geschäftsfelder
Befesa betreibt insgesamt 24 Recyclingwerke, um die wichtigsten weltweit relevanten Marktregionen abzudecken: USA, Deutschland, Spanien, Frankreich, Schweden, Türkei, China und Südkorea. Die installierten Kapazitäten für Recyclingprozesse betragen 2,6 Mio. t (Stand 2023). In den Werken werden Stahlwerkstäube und Aluminium-Reststoffe aufbereitet, wobei eine möglichst hohe Wiederverwertungsquote angestrebt wird.

### Stahlwerkstäube
Befesa bereitet Stahlwerkstäube auf, die bei der Stahlherstellung (einschließlich Edelstahl) im Lichtbogenofen anfallen. Das Unternehmen recycelt ebenfalls Verzinkungsrückstände. Befesa organisiert die Sammlung und den Abtransport der Abfallstoffe in die eigenen Werke. Die Jahreskapazität beträgt rund 1,8 Mio. t. Die Verfahrenstechnik zur Aufbereitung beruht teilweise auf eigenem Know-how.

### Salzschlacke
Salzschlacken entstehen als Reststoffe beim Einschmelzen von Aluminiumschrotten. Befesa hat sich darauf spezialisiert, Salzschlacken sowie andere Abfallstoffe der Aluminiumproduktion, wie z. B. Krätze, aufzubereiten. Auch hierbei verfügt Befesa über eigenes verfahrenstechnisches Know-how. Außerdem betreibt Befesa eigene Werke zur Herstellung von Sekundäraluminium.

## Geschichte
Vorgängergesellschaft war die 1987 von der Metallgesellschaft gegründete „Berzelius Umwelt Services (B.U.S)“. 1993 gliederte die Metallgesellschaft die spanischen Aktivitäten der BUS in die Berzelius Felguera (Befesa) aus. Im Jahr 2000 wurde Befesa an die spanische Firmengruppe Abengoa verkauft. Sechs Jahre später kaufte Befesa alle Anteile an ihrer ehemaligen Muttergesellschaft BUS und wurde dadurch nach eigenen Angaben zum Marktführer in Europa. 2009 baute Befesa das Geschäft mit Salzschlacken durch den Erwerb von Agor AG aus. 2013 geriet Abengoa in Liquiditätsengpässe und verkaufte Befesa an den Finanzinvestor Triton Partners. Unter der neuen Eigentümerschaft wurden die Kapazitäten ausgebaut und neue Märkte in Türkei und Korea erschlossen. 2017 erfolgte der Börsengang und die Expansionsstrategie wurde durch Investitionen in China und in den USA fortgesetzt. Im Juli 2021 hat Befesa das amerikanische Unternehmen American Zinc Recycling übernommen. Seit September 2021 ist Befesa im MDax gelistet.